# Huernia andreaeana
Huernia andreaeana är en oleanderväxtart som först beskrevs av Werner Rauh, och fick sitt nu gällande namn av Leach. Huernia andreaeana ingår i släktet Huernia och familjen oleanderväxter. Inga underarter finns listade i Catalogue of Life.